# Сингх, Дхарам (хоккеист на траве, 1919)
Дхарам Сингх Джилл (англ. Dharam Singh Gill; 19 января 1919, Гандивинд, Британская Индия — 5 декабря 2001, Чандигарх) — индийский хоккеист на траве, защитник. Олимпийский чемпион 1952 года.

## Биография
Дхарам Сингх родился 19 января 1919 года в деревне Гандивинд в Британской Индии (сейчас в Индии рядом с пакистанской границей). 
Учился в школах городов Сархали и Гуджранвала, колледже Халса в Амритсаре, Пенджабском университете.
Играл в хоккей на траве за Пенджабскую полицию с 1945 года.
В 1952 году вошёл в состав сборной Индии по хоккею на траве на летних Олимпийских играх в Хельсинки и завоевал золотую медаль. Играл на позиции правого защитника, провёл 3 матча, мячей не забивал.
С 1961 по 1978 год работал в спортивном департаменте Пенджаба. 
В 1964 года возглавлял сборную Индии на летних Олимпийских играх и завоевал с ней золотые медали.
Умер 5 декабря 2001 года в индийском городе Чандигарх в институте последипломного медицинского образования и исследований после перенесённого кровоизлияния в мозг.